# Abyss (serie televisiva)
Abyss (어비스?, EobiseuLR) è una serie televisiva sudcoreana trasmessa su tvN dal 6 maggio al 25 giugno 2019.

## Trama
Go Se-yeon è un pubblico ministero al vertice della carriera, amica di Cha Min, il ricco erede di un impero dei cosmetici. Quando entrambi muoiono in incidenti separati, vengono reincarnati in corpi diversi grazie a un "Abyss", un oggetto celestiale che ha il potere di far rinascere dai morti. Il nuovo corpo assume l'aspetto dell'anima che lo ospita, ma con alcune differenze: la nuova Se-yeon è meno bella, mentre il nuovo Min è più giovane e attraente. Insieme cercano di scoprire il motivo della loro reincarnazione e chi abbia causato la morte di Se-yeon.

## Personaggi e interpreti
- Go Se-yeon, interpretata da Kim Sa-rang (prima della reincarnazione) e Park Bo-young (dopo la reincarnazione)
- Cha Min, interpretato da Ahn Se-ha (prima della reincarnazione) e Ahn Hyo-seop (dopo la reincarnazione)
- Oh Yeong-cheol, interpretato da Lee Sung-jae

## Riconoscimenti
- Korean Drama Award[3]
  - 2019 – Candidatura Miglior nuovo attore a Ahn Hyo-seop